# Brookville (Kansas)
Pour les articles homonymes, voir Brookville.
Brookville est une ville américaine située dans le comté de Saline, au Kansas. Selon le recensement de 2020, sa population est de 247 habitants.